# Distrito Ciudad Jardín
Ciudad Jardín (3) es uno de los once distritos en que está dividida administrativamente la ciudad de Málaga. Mágala también es municipio. Está situado en la zona más septentrional de Málaga, delimitado geográficamente por el cauce del río Guadalmedina y por los Montes de Málaga. El distrito toma su nombre del barrio homónimo de Ciudad Jardín, que fue el primer barrio del distrito en ser construido. Limita al sur con el distrito Centro, y al este con el distrito Málaga Este. Al oeste, con el distrito Palma-Palmilla, del que lo separa el río Guadalmedina, y al norte con el término municipal de Casabermeja, por los Montes de Málaga, que lo bordean también por el norte y el este. Según datos del Ayuntamiento de Málaga de enero de 2005, en el distrito 3 estaban censados 38.118 ciudadanos.
Los primeros núcleos urbanos surgen en torno a los caminos que antiguamente comunicaban la ciudad con otras ciudades como Antequera o Granada. Ciudad Jardín  propiamente dicha, fue la primera gran expansión urbana moderna de Málaga y surgió a principios del siglo XX con el intento de solucionar el problema que había en cuanto a la vivienda. La primera casa del barrio se entregó el 11 de febrero de 1926, con la asistencia de los Reyes Alfonso XIII y Victoria Eugenia. Desde entonces, en torno a la "ciudad jardín" original, se han ido construyendo multitud de barriadas como Mangas Verdes, Herrera Oria o Sagrada Familia, símbolo de la arquitectura franquista de la autarquía.

## Historia

### Proyecto de casas baratas

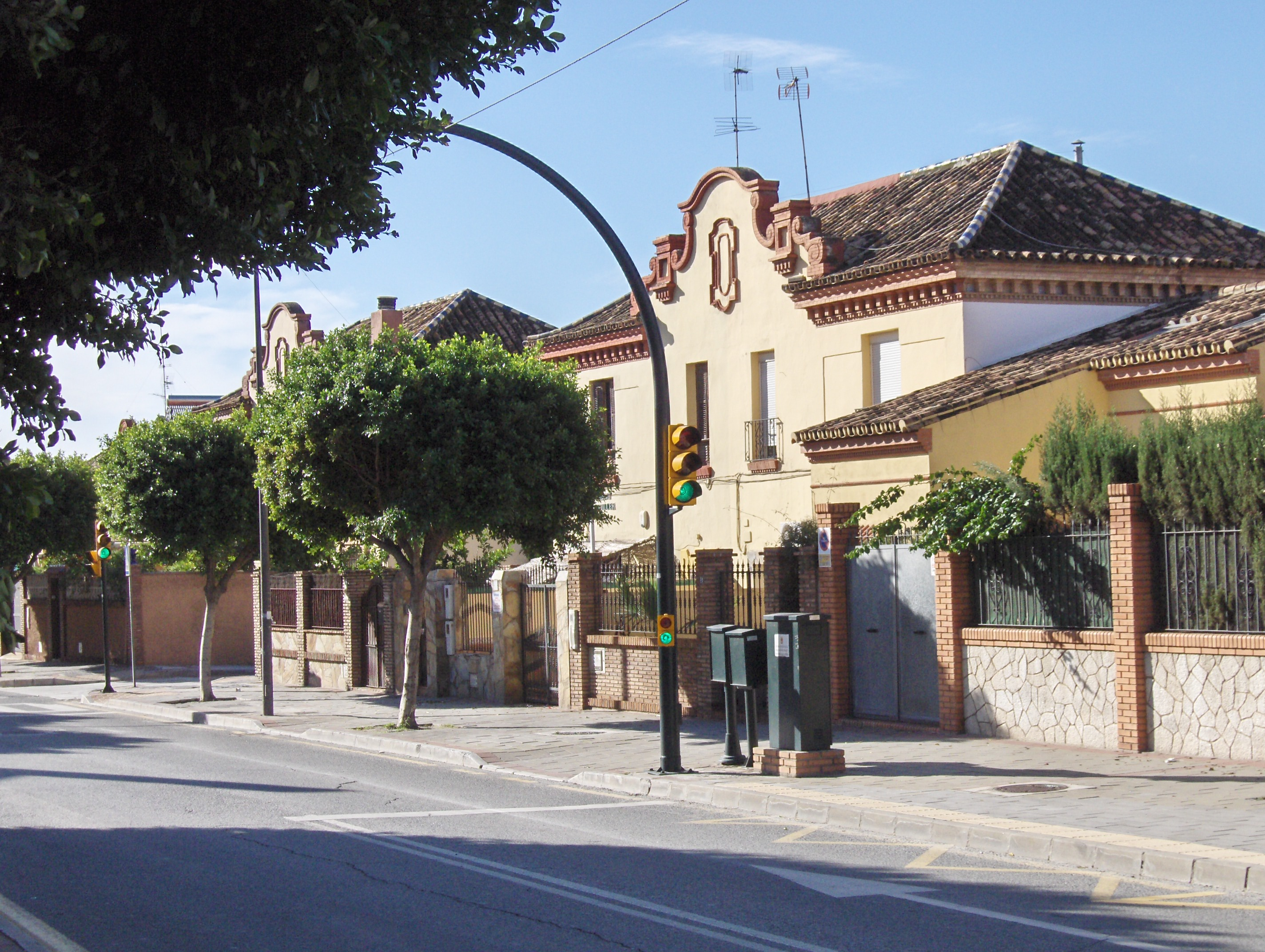
Viviendas de Ciudad Jardín.

El origen de Ciudad Jardín se remonta al primer tercio del siglo XX. El inicio de las obras de las primeras casas surgen a raíz de una ley de 1911 que fue modificada en 1921, llamada la Ley de las casas baratas. La Ley de las casas baratas surgía con el intento de solucionar el problema que había en cuanto a la vivienda. Dicha ley ordenaba la construcción de barriadas económicas situadas en las periferias de las ciudades.
Fue en el año 1922 cuando un grupo de concejales malagueños, acogiéndose a la ley ya comentada, presentaron una moción solicitando la construcción de 500 casas baratas. Así, fue el arquitecto Gonzalo Iglesias quien, en 1924, presentó el proyecto de Ciudad Jardín: Proyecto de casas baratas de Málaga, siendo mentores del propio Fernando Loring Martínez y Leopoldo Warner. En el propio año, se produjo la cesión y la parcelación de terrenos.
En 1925, Gonzalo Iglesias (arquitecto), Manuel Giménez Lombardo (ingeniero de caminos), Fernando Loring (ingeniero) y Rafael Benjumea Burín (Conde de Guadalhorce), fueron fundadores de la “Sociedad de Casas Baratas S.A.”. Manuel Giménez Lombardo redactó el primer plan completo de defensa de Málaga contra las inundaciones del Guadalmedina, construyendo así el “Pantano del Agujero”. Dicha sociedad se disolvió en 1961. Los beneficiarios de las viviendas de este barrio serían los empleados de la Sociedad Malagueña de Tranvías, Hidroeléctrica del Chorro, Ferrocarriles Andaluces, Tabacalera, etc.
La primera casa del barrio se entregó el 11 de febrero de 1926, con la asistencia de los Reyes Alfonso XIII y Victoria Eugenia. Las llaves de esa primera casa fueron entregadas al Rey, y este, a continuación, se las entregó al alcalde Gálvez Ginachero. Por último, este entregó la casa a un trabajador malagueño. Por ello, en la actualidad, las casas de la Avenida Jorge Silvela se conocen como las “casitas del Rey”. Además de esta primera casa, fueron entregadas otras casas a distintos cargos u organismos: siete al gobernador (para el ejército y la armada), siete al Ayuntamiento, cuatro al obispado, tres a la Diputación y una al presidente del Directorio Militar, Miguel Primo de Rivera. Algo característico del barrio de Ciudad Jardín son las palmeras de su avenida principal (Avda. Santiago Ramón y Cajal), las cuales fueron plantadas alrededor de 1932. El proyecto inicial fue paralizado por motivos económicos en 1934. Muchas viviendas quedaron en fase de construcción.

### Décadas 1940-1960

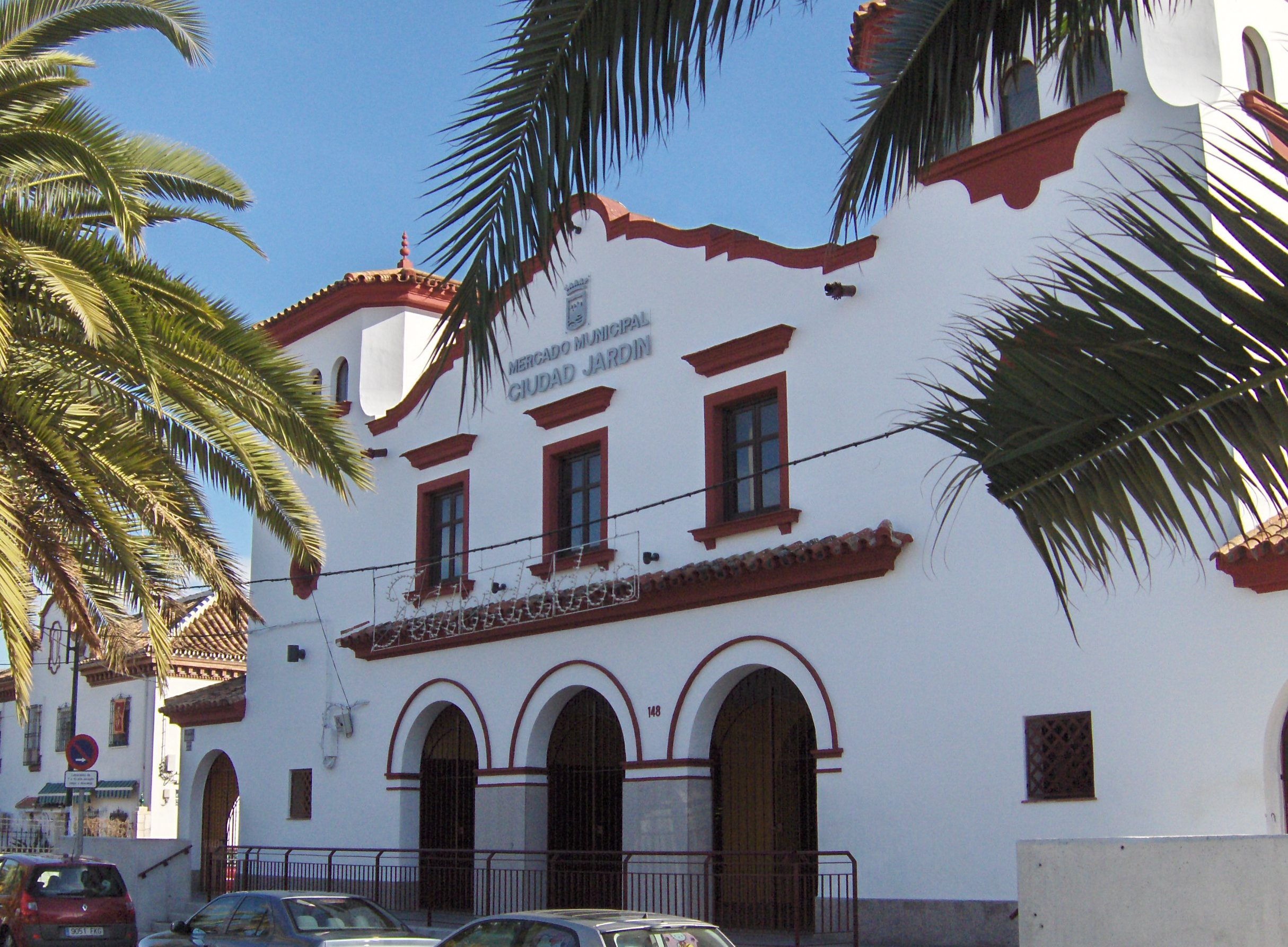
Mercado de Ciudad Jardín.

En 1942 se construyó la iglesia de Cristo Rey. El 17 de julio de 1953 se inauguró el mercado de Ciudad Jardín, el cual sigue en activo en la actualidad. Durante 1957 se empieza a poner el alumbrado del barrio. En 1958 nació el Consultorio Médico Parroquial, que se mantuvo activo hasta 1970. El 21 de agosto de 1958 se abre la sala de cine de verano Jardín Cinema, el cual fue clausurado ese mismo año. El 5 de enero de 1961 se inauguró el Cine Monumental. Se proyectó la película “La sirena y el delfín”. Esta sala contaba con terraza de verano y cuando anochecía, en los meses de verano, se proyectaba la película en la cubierta exterior. Este cine estuvo activo hasta 1981. En 1982 fue demolido y, actualmente, existe un edificio de viviendas. El 30 de junio de 1963 se abrieron las puertas de la sala Martín Cinema, el cual se mantuvo activo hasta dos años más tarde. El 15 de noviembre de 1964 fueron sorteadas las Viviendas de Sindicatos, que forman, actualmente, el conjunto de edificios que se encuentran entre el colegio Sagrada Familia y el de Ntra. Sra. del Pilar.
El 30 de noviembre de 1965 se inauguró el Canódromo Avenida”, en el que fue uno de los canódromos más importantes de todo el país. También se utilizó como zona de espectáculos y conciertos. Posteriormente, se utilizaba también como velódromo y recinto para pruebas hípicas. Finalmente, fue demolido y en su lugar fue construido el polideportivo Ciudad Jardín, el cual fue sede del CB Unicaja de Málaga hasta la inauguración del actual pabellón José María Martín Carpena.

### Evolución a partir de los años 1970

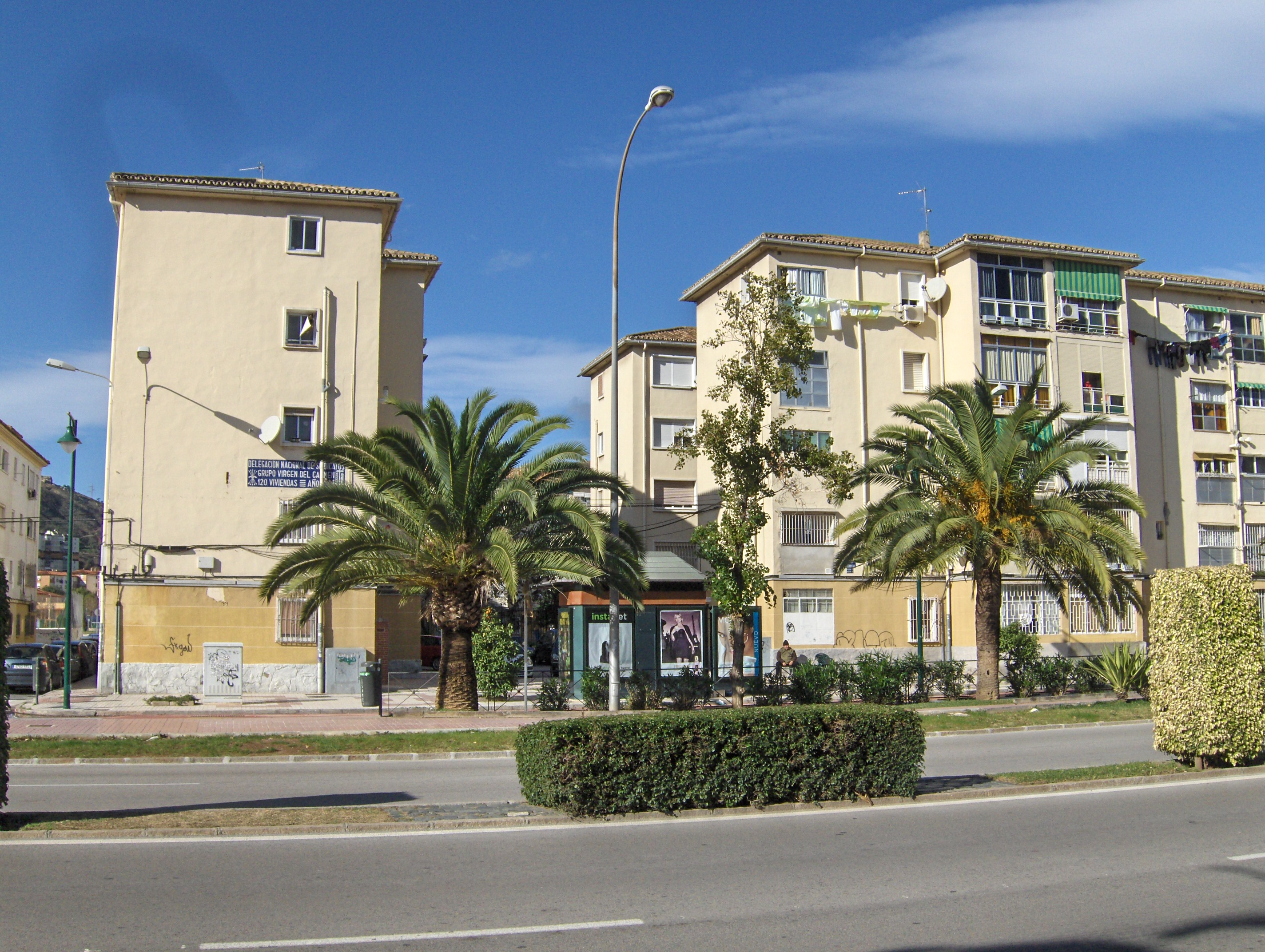
Viviendas del grupo Virgen del Carmen.

A partir de 1970, Ciudad Jardín comenzó a crecer a una velocidad infernal gracias a la construcción de barriadas satélite. Entre ellas, están las gigantescas Jardín de Málaga y Parque del Sur, cuyos edificios suelen superar las 10 plantas de altura y están prácticamente pegados, lo que daría lugar a calles muy estrechas. Estas construcciones dieron lugar a una densidad de población muy elevada que dio posteriormente algunos problemas en el barrio. Al ser un barrio obrero, no se podía pensar que más adelante (inclusive en la actualidad) la gran mayoría de las familias del barrio poseyeran más de un coche (de media). Así, en la actualidad, existen grandes problemas de aparcamiento en dichas barriadas. Esta dificultad se ha intentado resolver con la construcción de edificios de aparcamientos promovidos por el Ayuntamiento (al igual que en el resto de la ciudad), pero son caros y no están al alcance de muchos de los vecinos.
Además de estas barriadas, durante la década de 1970 nacieron barrios como Alegría de la Huerta, Cortijo Bazán, Santa Teresa, etc. pero ya no solían superar las 6 plantas y algunos tenían aparcamiento (Alegría de la Huerta). También surgió el barrio de Mangas Verdes, el cual, como podemos comprobar en la actualidad, fue construido de manera totalmente descontrolada y artesanal. Cada familia se construía su propia vivienda, sin contar con los servicios mínimos de abastecimiento de agua y saneamiento. Esto ha provocado que haya sido una de las zonas que más ha tardado en tener estos servicios, incluso hay algunas calles que actualmente permanecen sin asfaltar.
A partir de 1980 Ciudad Jardín sigue creciendo y se entregan las viviendas del Jardín Virginia, la Hacienda Los Montes, la zona alta de Jardín de Málaga, etc. En 1983, se construye la presa del Limonero y los edificios de mismo nombre. El 1 de junio de 1993 se inaugura el Centro de Salud de Ciudad Jardín. Desde entonces, el barrio no ha parado de crecer.

## Urbanismo

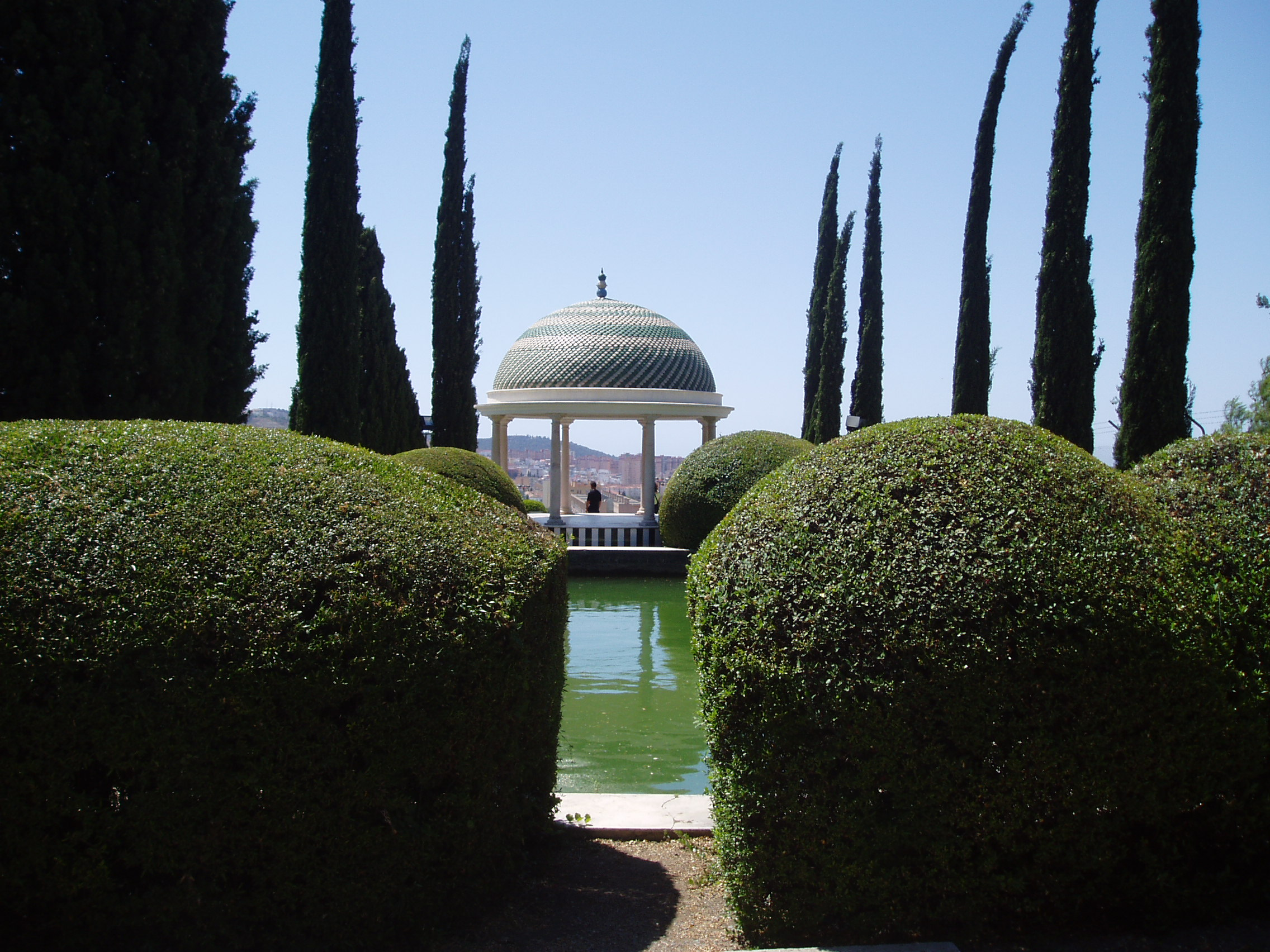
Jardín Botánico La Concepción.

Casi todas las construcciones del distrito fueron levantadas durante el siglo XX, con alguna excepción puntual. Los primeros núcleos urbanizados se desarrollaron alrededor de los caminos que antiguamente comunicaban la ciudad con otras ciudades como Antequera o Granada, consolidándose un área urbana de estructura casual en las décadas de los años 50 y 60. 
La Ciudad Jardín propiamente dicha, que da nombre al distrito, surgió a partir de 1921. Como en otras ciudades del país, el objetivo era crear barrios de calidad estética a precios asequibles para la clase obrera.
En Ciudad Jardín se encuentran los jardines botánicos de La Concepción y San José, así como el Museo Loringiano y el Acueducto de San Telmo.

## Población
Según datos del Ayuntamiento de Málaga de enero de 2013, en el distrito Ciudad Jardín estaban censados 37.014 ciudadanos.
Población extranjera residente según nacionalidad
| País      | Población |
| --------- | --------- |
| Marruecos | 360       |
| Nigeria   | 213       |
| Rumania   | 193       |
| Paraguay  | 127       |
| China     | 88        |
| Italia    | 71        |
| Ucrania   | 68        |
| Argentina | 60        |
| Bulgaria  | 58        |
| Colombia  | 48        |
| Otros     | 587       |
| Total     | 1.873     |

## Transporte

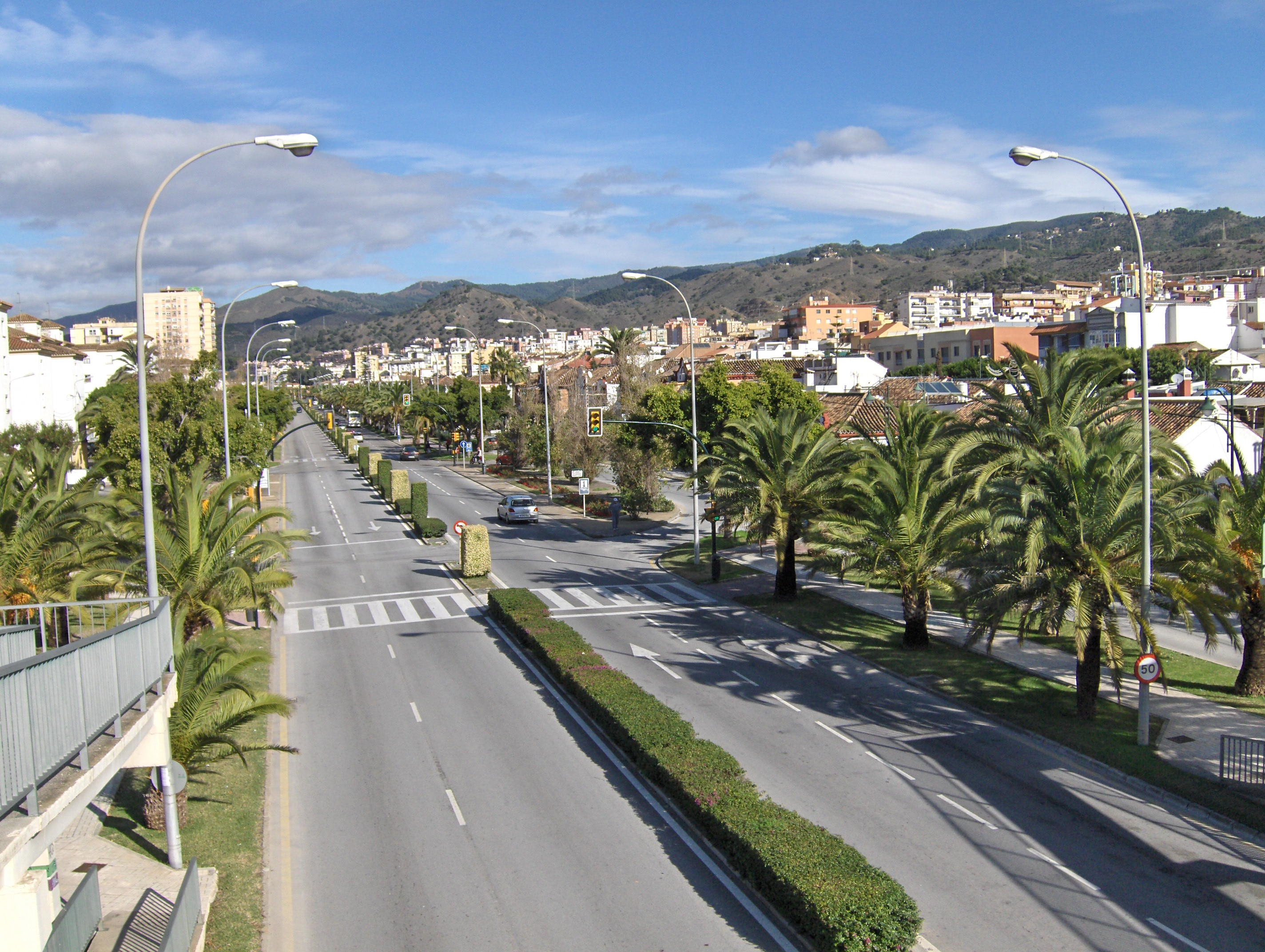
Avenida de Santiago Ramón y Cajal.

Barrios del Distrito Ciudad Jardín.

Ciudad Jardín estará conectado en un futuro a la red del metro de Málaga mediante la ampliación línea 2 hacia el Hospital Civil. La línea 2 transcurriría por el lecho del río Guadalmedina en caso de realizarse su embovedamiento de acuerdo con el plan Guadalmedina, pero no hay proyecto concreto, ni fecha para su realización.
En autobús, queda conectado mediante las siguientes líneas de la EMT: 
| Línea | Trayecto                                            | Recorrido | Frecuencia                              |
| ----- | --------------------------------------------------- | --------- | --------------------------------------- |
| C2    | Circular 2                                          | Recorrido | 11-12 minutos                           |
| 1     | Parque del Sur - Avda. Europa (San Andrés)          | Recorrido | 8-9 minutos                             |
| 2     | Alameda Principal - Ciudad Jardín (San José)        | Recorrido | 10-11 minutos                           |
| 18    | Ciudad Jardín - Teatinos                            |           | 20-25 minutos                           |
| 20    | Alegría de la Huerta - Alameda Principal-Los Prados |           |                                         |
| 30    | Alameda Principal - Mangas Verdes                   | Recorrido | 45-50 minutos                           |
| 37    | Alameda Principal - Altamira/Monte Dorado           | Recorrido | 25-30 minutos                           |
| 61    | Alameda Principal - Jardín Botánico La Concepción   | Recorrido | 60 minutos (Fines de Semana y festivos) |
| N2    | Plaza de la Marina - Circular                       | Recorrido | 50-55 minutos                           |

Y las siguientes líneas interurbanas del Consorcio de Transporte Metropolitano del Área de Málaga:
| Línea | Trayecto                        | Recorrido y Horarios | Plano |
| ----- | ------------------------------- | -------------------- | ----- |
| M-151 | Málaga-Casabermeja-Arroyo Coche | Recorrido y Horarios | Plano |

## Barrios
Alegría de la Huerta, Ciudad Jardín, Cortijo Bazán, Finca La Concepción, Finca San José, Hacienda Los Montes, Herrera Oria, Huerta Nueva, Jardín de Málaga, Jardín Virginia, Las Flores, Los Cassini, Los Cipreses, Los Naranjos, Los Viveros, Mangas Verdes, Monte Dorado, Parque del Sur, Sagrada Familia y San José.